# Albin Edsberg
Otto Albin Edsberg, född 17 september 1858 i Karlstad, död 10 januari 1924, var en svensk borgmästare.
Edsberg blev student vid Uppsala universitet 1877, avlade hovrättsexamen 1886, blev vice häradshövding 1889 och var borgmästare i Torshälla stad från 1891. Han var sekreterare hos Södermanlands läns landstings epideminämnd 1902–1905 och ordförande i styrelsen för Torshälla stads sparbank från 1905.